# Arden Cho

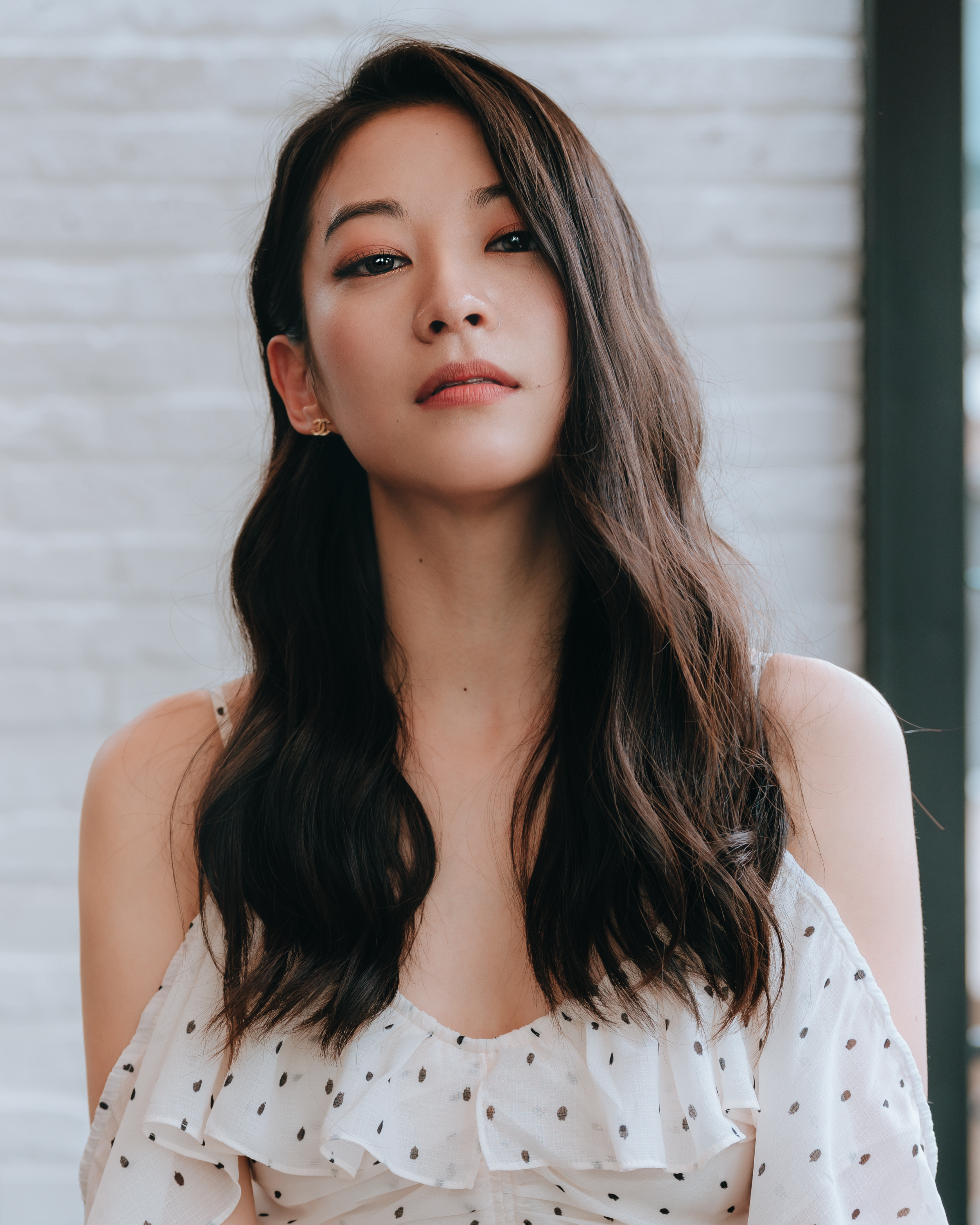
Arden Cho (2019)

Arden Cho (* 16. August 1985 in Amarillo, Texas) ist eine amerikanische Schauspielerin, Singer-Songwriterin und Model koreanischer Abstammung. Vor allem bekannt ist sie für ihre Rolle als „Kira Yukimura“ in der MTV-Fernsehserie Teen Wolf.

## Leben
Cho wurde 1985 in Amarillo, Texas geboren und verbrachte die meiste Zeit als Kind in Dallas, die spätere Jugend in Minnesota. Sie erreichte 2007 den Bachelor-Abschluss in Psychologie und studierte nebenbei Theater.
Während ihrer Kindheit erlernte sie Klavier und Cello. Außerdem nahm sie vier Jahre lang Tanz- und sechs Jahre lang Gymnastikunterricht. Sie tanzte unter anderem Wettbewerbs-Cheerleading und für die Walt Disney World Parade.
Als Schauspielerin war sie vor allem in Gastrollen verschiedener Fernsehserien zu sehen, außerdem spielte sie in mehreren Kurzfilmen mit.
2004 wurde Cho zur Miss Korea Chicago ernannt.

## Filmografie (Auswahl)
- 2008: Hoodrats 2: Hoodrat Warriors
- 2008: Spy Games (Kurzfilm)
- 2009: Layover, on the Shore (Kurzfilm)
- 2009: CSI: NY (Fernsehserie, Folge 5x19)
- 2011: Mega Python vs. Gatoroid
- 2011: Pretty Little Liars (Fernsehserie, Folge 1x20)
- 2011: Rizzoli & Isles (Fernsehserie, Folge 2x08)
- 2012: Walking the Halls
- 2014: Castle (Fernsehserie, Folge 6x18)
- 2014–2016: Teen Wolf (Fernsehserie, 38 Folgen)
- 2015: Hawaii Five-0 (Fernsehserie, Folge 5x17)
- 2016: Tween Fest (Fernsehserie, 5 Folgen)
- 2017: Stuck
- 2017: Freakish (Fernsehserie, 2 Folgen)
- 2017: Miss 2059 (Fernsehserie, 11 Folgen)
- 2018: The Honor List
- 2018–2019: Chicago Med (Fernsehserie)
- 2022: Partner Track (Netflix-Serie, 10 Folgen)
- 2024: Avatar – Der Herr der Elemente (Avatar: The Last Airbender, Fernsehserie, 2 Folgen)
- 2025: KPop Demon Hunters (Stimme von Rumi)